# Galtür
Galtür (Betonung auf der zweiten Silbe; rätoromanisch Cutüraⓘ) ist eine Gemeinde mit 780 Einwohnern (Stand: 1. Jänner 2024) im Bezirk Landeck, Tirol (Österreich). Haupterwerbszweig ist aufgrund der Lage in den Alpen der Tourismus. Seit dem 22. April 1997 gilt Galtür als der erste offizielle Luftkurort in ganz Tirol.

## Geographie
Galtür liegt im hinteren Paznaun in einer Talweitung zwischen der Silvretta im Süden und der Verwallgruppe im Norden, an der Grenze zu Vorarlberg. Im Ort fließen der Vermuntbach und der Jambach zur Trisanna zusammen. Der Augstenberg mit 3228 m ü. A. markiert den höchsten Punkt der Gemeinde.

### Gemeindegliederung
Die Gemeinde Galtür besteht aus einer einzigen, gleichnamigen Katastralgemeinde und Ortschaft.
Zur Gemeinde gehören neben dem Dorf Galtür die Rotten Aussertschafein, Gampele, Mais, Maißle, Tschafein, Unterrain und Wirl, der Weiler Lenzenhäuser, die zerstreuten Häuser Jamtal sowie zahlreiche Einzelhöfe und Alpen.
Die Gemeinde liegt im Gerichtsbezirk Landeck.

### Nachbargemeinden
|               | St. Anton am Arlberg                        | Ischgl |
| Gaschurn (BZ) | Kompassrose, die auf Nachbargemeinden zeigt | Valsot |
|               | Scuol                                       |        |

### Klima
|                        | Jan  | Feb  | Mär  | Apr  | Mai  | Jun  | Jul  | Aug  | Sep  | Okt  | Nov  | Dez  |   |      |
| Mittl. Temperatur (°C) | −5,5 | −5,4 | −2,0 | 1,7  | 7,0  | 10,1 | 12,3 | 11,7 | 8,1  | 4,3  | −1,5 | −4,6 | ⌀ | 3,1  |
| Mittl. Tagesmax. (°C)  | −0,5 | 0,3  | 3,5  | 7,1  | 12,8 | 15,9 | 18,5 | 17,8 | 14,4 | 10,8 | 3,5  | 0,0  | ⌀ | 8,7  |
| Mittl. Tagesmin. (°C)  | −9,5 | −9,7 | −6,0 | −2,3 | 2,1  | 4,9  | 7,0  | 6,9  | 3,8  | 0,3  | −5,0 | −8,3 | ⌀ | −1,3 |
|                        |      |      |      |      |      |      |      |      |      |      |      |      |   |      |
| Niederschlag (mm)      | 74   | 61   | 71   | 57   | 88   | 129  | 150  | 156  | 97   | 64   | 71   | 65   | Σ | 1083 |
|                        |      |      |      |      |      |      |      |      |      |      |      |      |   |      |
| Luftfeuchtigkeit (%)   | 63,9 | 60,4 | 57,7 | 55,0 | 52,5 | 54,9 | 54,2 | 56,6 | 55,5 | 55,4 | 65,8 | 68,2 | ⌀ | 58,3 |

| −9,5 |

| −9,7 |

| −6,0 |

| −2,3 |

| 2,1 |

| 4,9 |

| 7,0 |

| 6,9 |

| 3,8 |

| 0,3 |

| −5,0 |

| −8,3 |

| −9,5 |

| −9,7 |

| −6,0 |

| −2,3 |

| 2,1 |

| 4,9 |

| 7,0 |

| 6,9 |

| 3,8 |

| 0,3 |

| −5,0 |

| −8,3 |

## Geschichte
In Galtür überschneiden sich der rätoromanische, der alemannische und der bairisch-tiroler Kulturkreis. So wurde es von den Engadinern aus dem Süden, den Walsern und Vorarlbergern aus dem Westen und von Tirolern aus dem Osten besiedelt.
Die romanischen Siedler, die die Almen rings um den damals noch versumpften Talboden am Zusammenfluss von Vermunt- und Jambach besetzten, hatten – wie aus den Gründungsaufzeichnungen von Kloster Schuls von 1089/96 hervorgeht – Zinsverpflichtungen (Käse-Zinse) gegenüber Grundherren im Unterengadin und im Vinschgau, die über 700 Jahre anhielten. An die Kultivierungsarbeit der Engadiner wird noch heute mit dem Namen Galtür (Cultura) erinnert. Es bestand eine enge Verbindung mit dem Engadin. So wurden teilweise in 2500 m bis 2800 m Höhe Saumpfade und Karrenwege über die Silvretta-Pässe angelegt, die von einem lebhaften Handelsverkehr zeugen.
Um 1300 erfolgte die Zuwanderung durch eingewanderte Walser aus dem Montafon, die bei den rätoromanischen Grundherren gern gesehen waren. „Als der Bischof von Chur im Jahre 1383 die erste Kirche in Galtür weihte, unterscheidet er ausdrücklich die „Einheimischen“ von den „Wallisern“. Auch beim Friedensschluss der Appenzeller mit ihren fürstlichen Gegnern werden 1408 die „Walliser auf Galtür“ neben den „Landleuten im Paznaun“ angeführt.“ Noch im 19. Jahrhundert sollen die churrätisch-bünderischen, walserischen und oberlandtirolischen Einschläge in der Sprechweise und Physiognomie der Einheimischen erkennbar gewesen sein.
Im Dreißigjährigen Krieg wurde Galtür geplündert. Die Kirche und viele Häuser gingen in Flammen auf. Das Dorf hat sich lange nicht von diesen Schäden erholt, und die aufgelaufenen Steuerschulden wurden erst im Jahre 1645 erlassen.
Im 18. Jahrhundert wurde Galtür von „weitblickenden“ Pfarrern zu einem bekannten Wallfahrtsort gemacht.
In den Jahren 1776 bis 1778 konnte die Kirche mit Hilfe privater Spenden zum noch heute bestehenden Barockbau umgestaltet werden. Wesentlich dazu beigetragen hat ein 1722 gegründeter „Seelenbund“, der bis heute existiert.
Die ersten durch das Paznaun führenden Straßen wurden im 19. Jahrhundert gebaut. Dadurch wurde Galtür von vielen Reisenden entdeckt. Galtür bestand zu der Zeit noch aus einer Kirche, einem Gasthaus und 7 bis 8 Hütten und konnte als sehr ärmlich bezeichnet werden. Mit der neuen Anbindung wurden billige Lebensmittel verfügbar, die Preise verfielen und die Bergbauern verarmten weiter. Zeitweise wurden die uralten Wege und hohen Pässe als Schmugglerpfade verwendet, um das nackte Überleben zu sichern.
Mit den von der Silvretta begeisterten Bergsteigern ging es wieder aufwärts. Dem Bau der Jamtalhütte folgte bald das erste Hotel. Mit den Touristen kam erneut Leben und Wohlstand in das Tal. Ab Mitte des 20. Jahrhunderts entwickelte sich die Gemeinde von einer landwirtschaftlich geprägten zu einer Tourismusgemeinde mit Schwerpunkt im Wintertourismus.
Ein früher Skitourist war Ernest Hemingway, in dessen Kurzgeschichte An Alpine Idyll Galtür der Schauplatz ist.
Das Paznaun ist schon seit alters her hochgradig lawinengefährdet. Jüngste Ereignisse sind:
- Lawinenkatastrophe von Galtür: Am 23. Februar 1999 wurde Galtür von einer Lawine heimgesucht, die 31 Menschenleben forderte. Aufgrund starker Schneefälle war der Ort im Februar 1999 von der Außenwelt abgeschnitten, nur mittels Hubschrauber konnten Hilfsmannschaften ein- und Urlauber ausgeflogen werden.
- Am 28. Dezember 1999 wurde unweit der Jamtalhütte (2165 m) eine von Bergführern des DAV Summit Club geführte Gruppe auf dem Rückweg vom Rußkopf von einer Lawine erfasst. 14 Personen wurden verschüttet, 9 konnten nur noch tot geborgen werden.
- Der Felssturz samt Gipfel vom Fluchthorn am 11. Juni 2023 lief als Mure auf der österreichischen Westseite mehr als 2 km weit, doch verletzte nach erster Einschätzung keinen Menschen.[4]

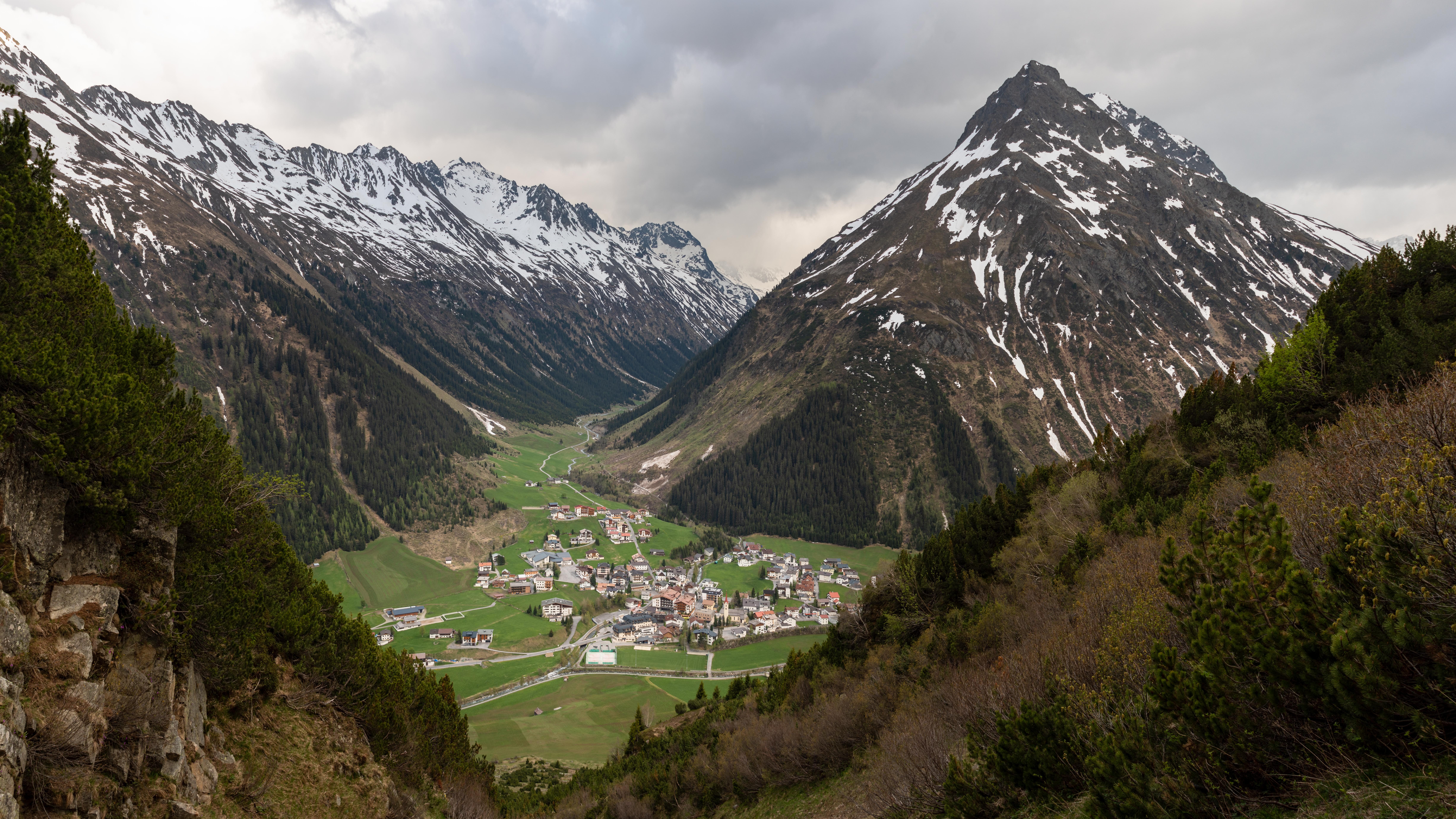
Galtür mit Blick ins Jamtal
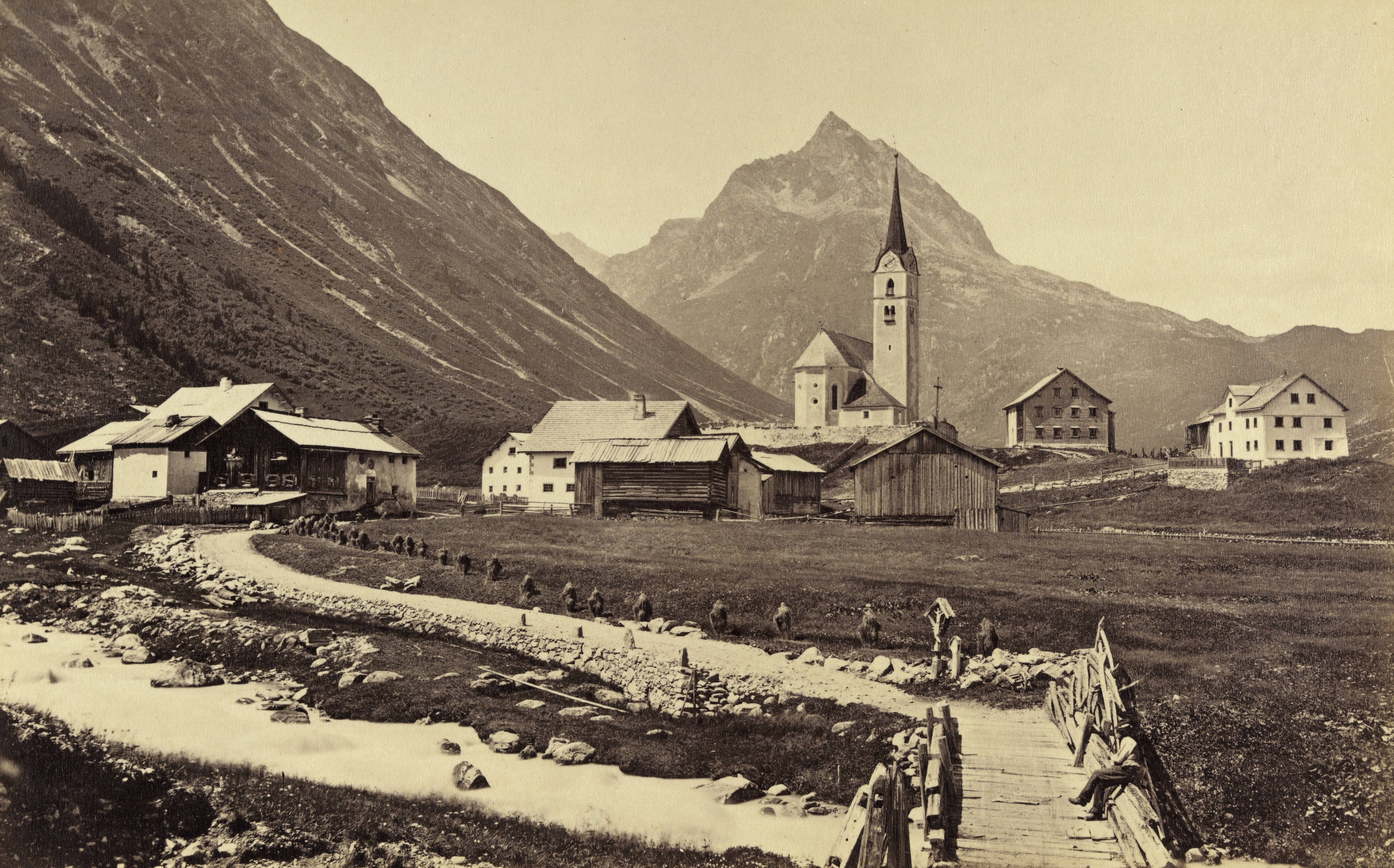
Galtür um 1890
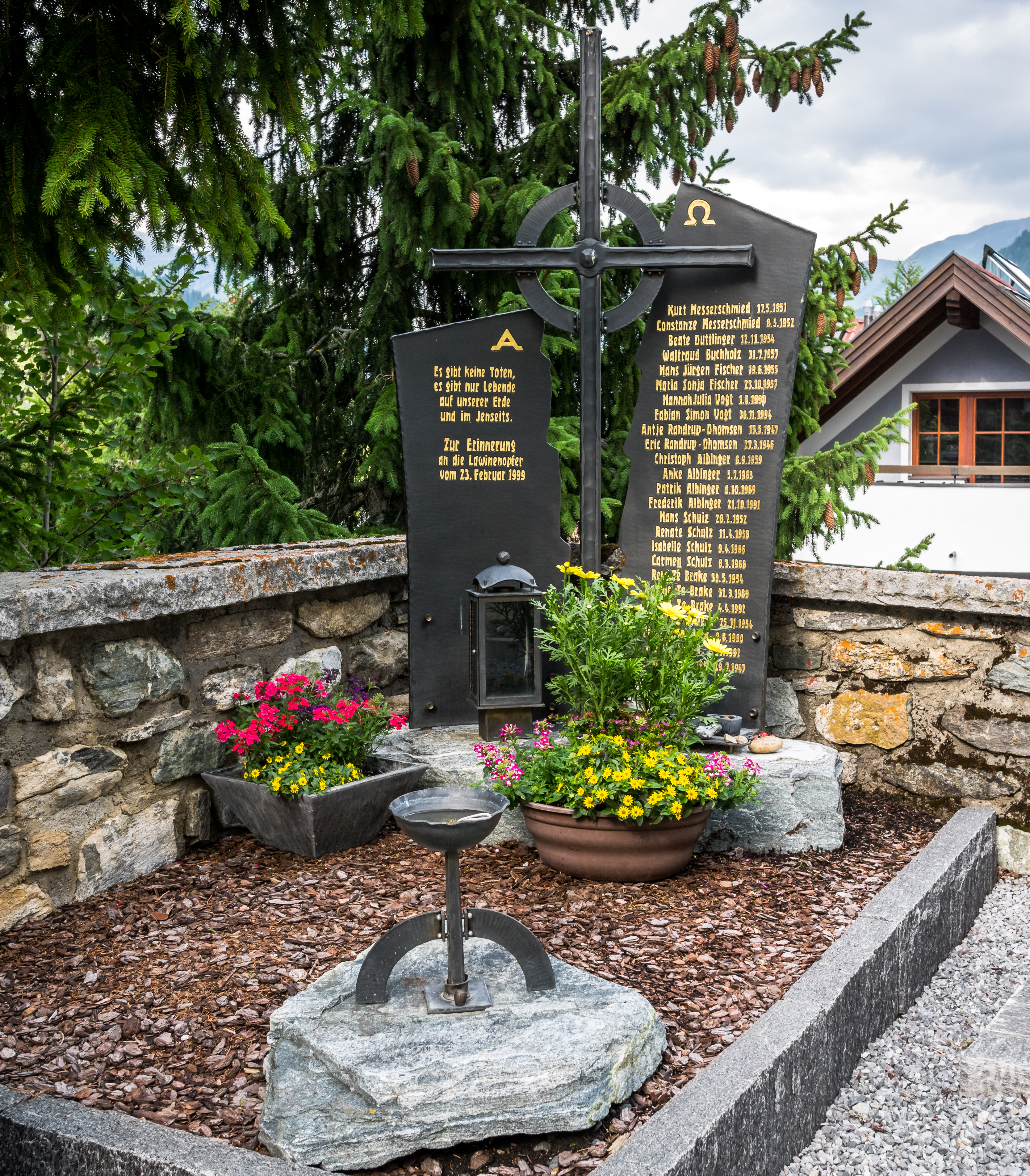
Gedenkstätte für die Lawinenopfer von 1999 auf dem Friedhof Galtür
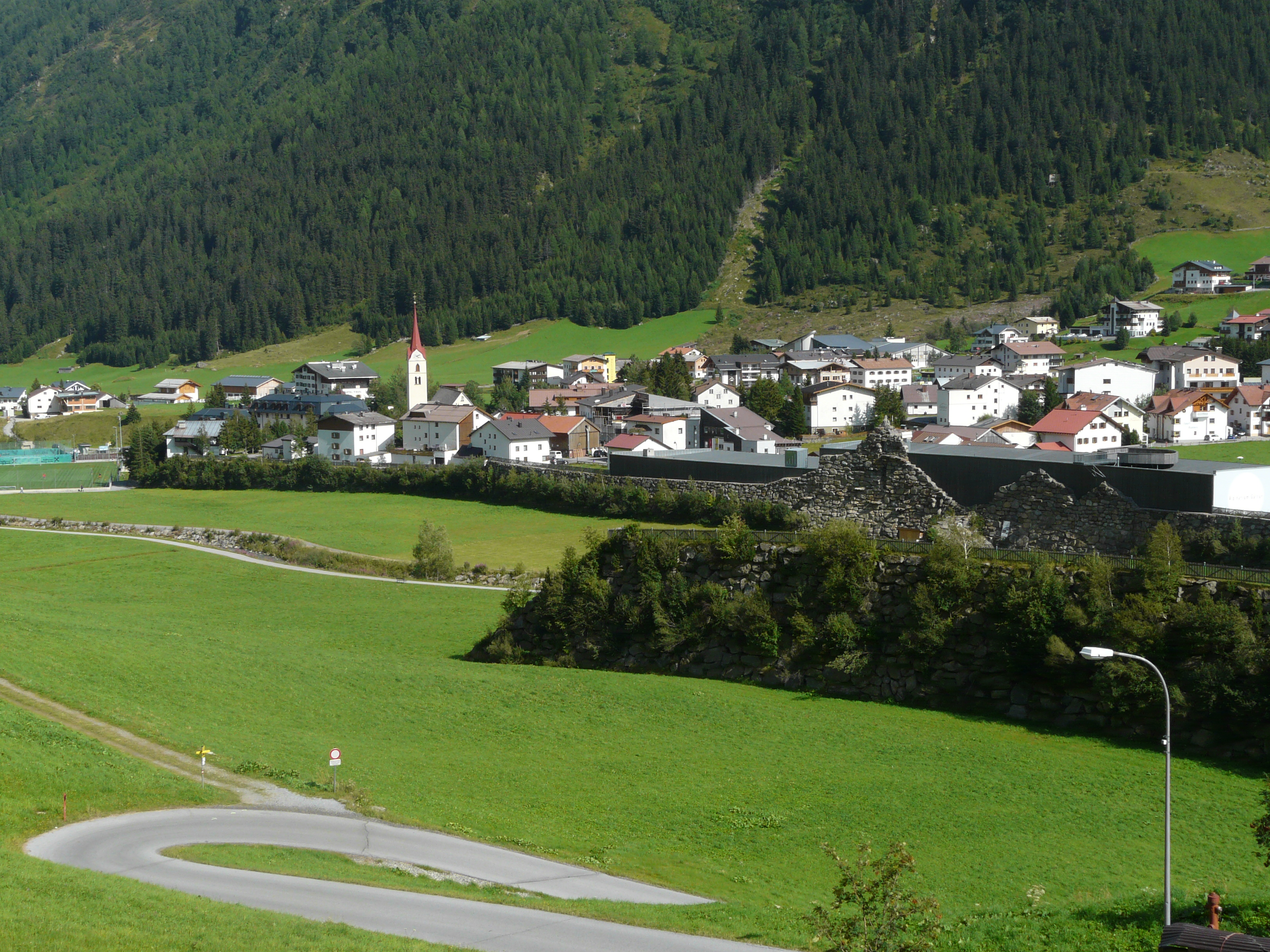
Galtür mit Lawinenschutzbauten und Alpinarium
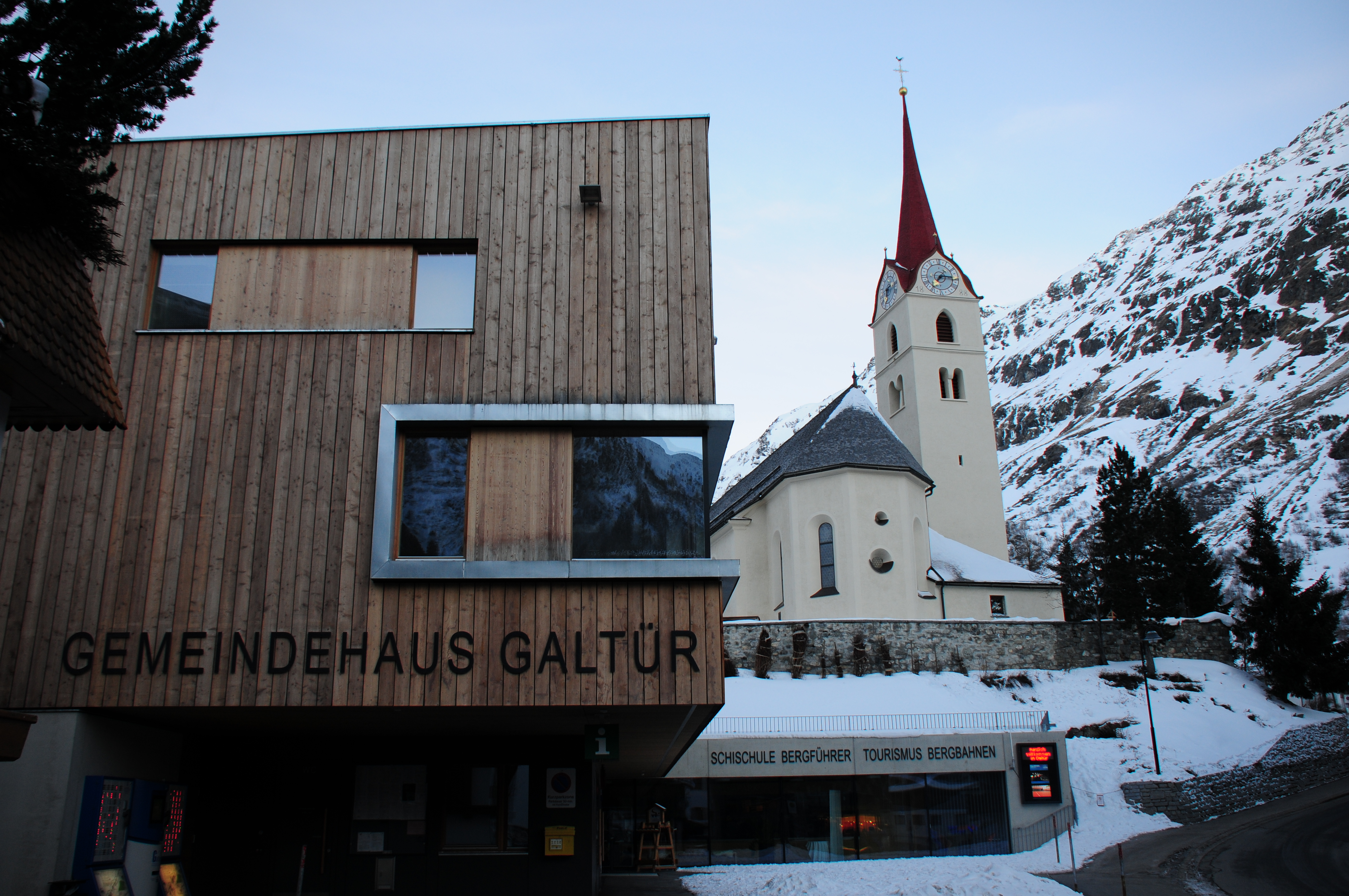
Gemeindehaus und Pfarrkirche

### Bevölkerungsentwicklung
| Galtür: Einwohnerzahlen von 1869 bis 2024           | Galtür: Einwohnerzahlen von 1869 bis 2024 | Galtür: Einwohnerzahlen von 1869 bis 2024 | Galtür: Einwohnerzahlen von 1869 bis 2024 | Galtür: Einwohnerzahlen von 1869 bis 2024 |
| --------------------------------------------------- | ----------------------------------------- | ----------------------------------------- | ----------------------------------------- | ----------------------------------------- |
| Jahr                                                |                                           |                                           |                                           | Einwohner                                 |
| 1869                                                | 1869                                      |                                           | 355                                       | 355                                       |
| 1880                                                | 1880                                      |                                           | 330                                       | 330                                       |
| 1890                                                | 1890                                      |                                           | 312                                       | 312                                       |
| 1900                                                | 1900                                      |                                           | 292                                       | 292                                       |
| 1910                                                | 1910                                      |                                           | 336                                       | 336                                       |
| 1923                                                | 1923                                      |                                           | 322                                       | 322                                       |
| 1934                                                | 1934                                      |                                           | 410                                       | 410                                       |
| 1939                                                | 1939                                      |                                           | 457                                       | 457                                       |
| 1951                                                | 1951                                      |                                           | 461                                       | 461                                       |
| 1961                                                | 1961                                      |                                           | 523                                       | 523                                       |
| 1971                                                | 1971                                      |                                           | 641                                       | 641                                       |
| 1981                                                | 1981                                      |                                           | 676                                       | 676                                       |
| 1991                                                | 1991                                      |                                           | 692                                       | 692                                       |
| 2001                                                | 2001                                      |                                           | 774                                       | 774                                       |
| 2011                                                | 2011                                      |                                           | 780                                       | 780                                       |
| 2021                                                | 2021                                      |                                           | 774                                       | 774                                       |
| 2024                                                | 2024                                      |                                           | 780                                       | 780                                       |
| Quelle(n): Statistik Austria, Gebietsstand 1.1.2021 |                                           |                                           |                                           |                                           |

## Kultur und Sehenswürdigkeiten

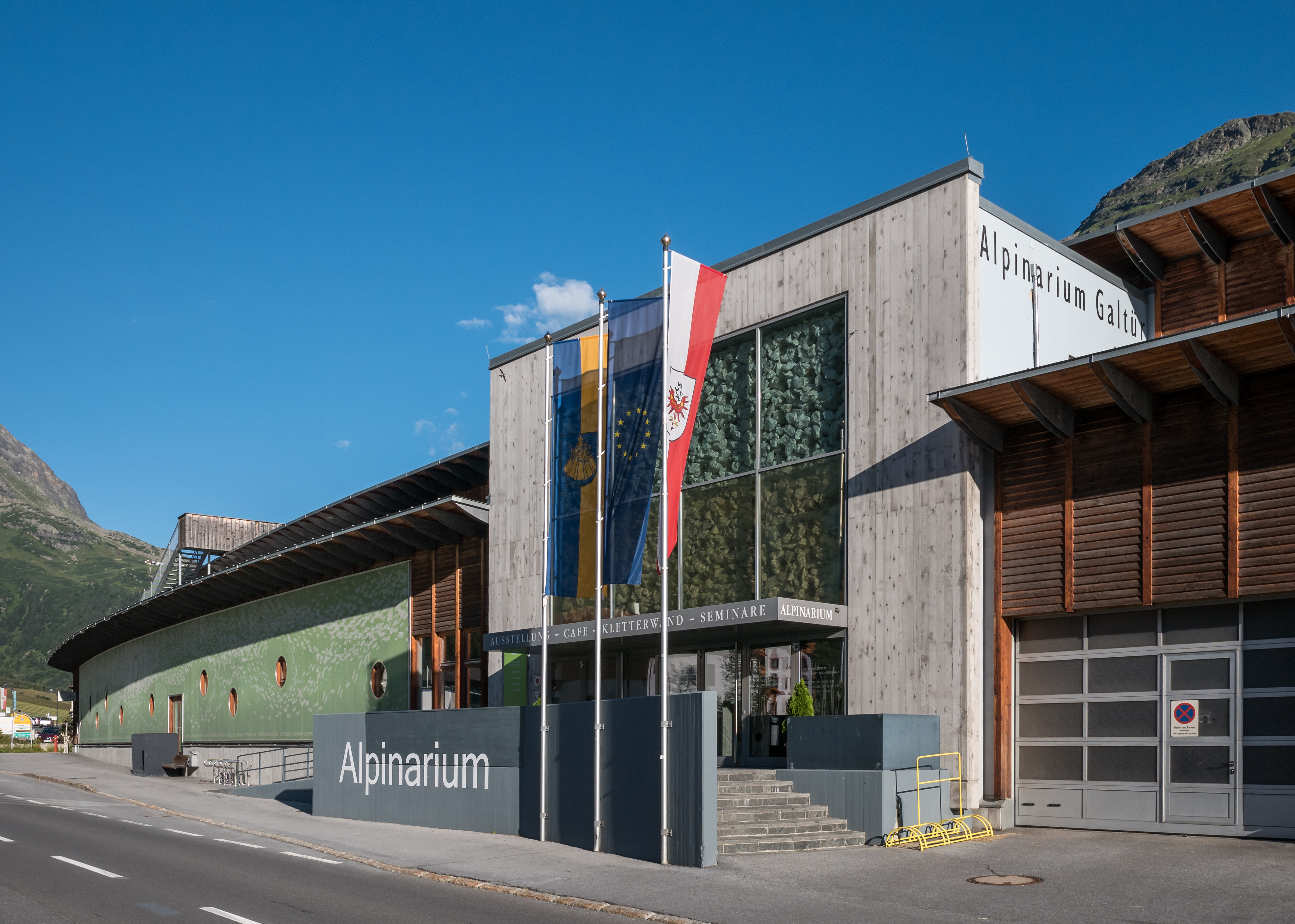
Alpinarium Galtür

- Katholische Pfarrkirche Galtür Mariä Geburt in Platz
- Kapelle hl. Martin in Tschafein
- Alpinarium Galtür
- Das traditionelle Wissen um die Standorte, das Ernten und das Verarbeiten des punktierten Enzians in Galtür wurde 2013 von der UNESCO als Immaterielles Kulturerbe in Österreich anerkannt.

## Wirtschaft und Infrastruktur

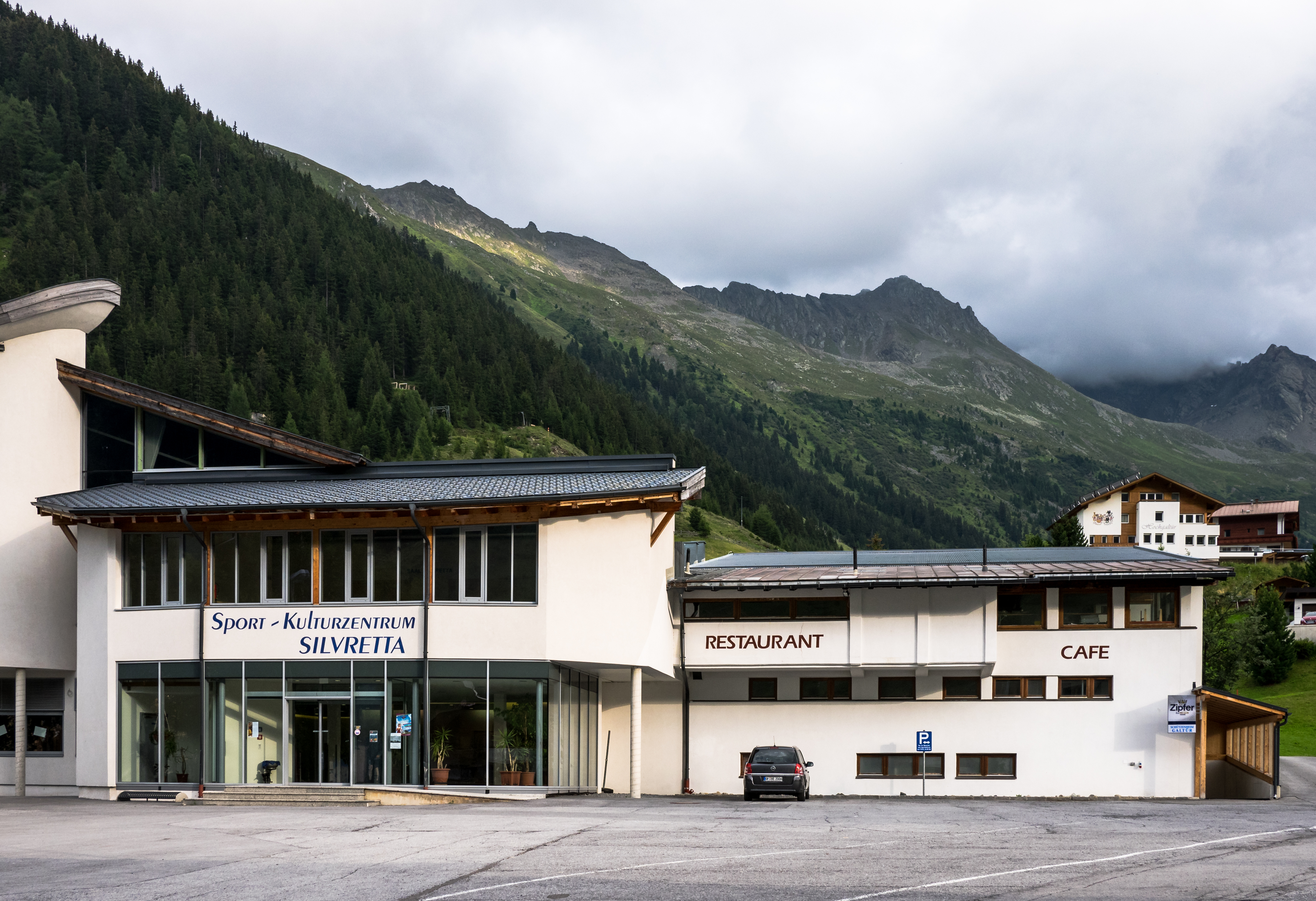
Sport- und Kulturzentrum

### Tourismus
Tourismus im Winter
Das Skigebiet Galtür verfügt über 8 Liftanlagen und 40 km präparierte Pisten. Das Skigebiet geht von 1635 m bis zu 2297 m über dem Meeresspiegel. Es gibt 2 Seilbahnen, 2 Sesselbahnen, 5 Schlepplifte, Förderbänder, 40 km präparierte Pisten (davon 4 km blaue, 24 km rote und 12 km schwarze Piste), 20 km Tiefschneevarianten, Ski- und Snowboardschule, 74 km Langlaufloipen (Loipen und Skiwanderwege), Nachtskilauf (2,2 km beleuchtete Piste) und einen beleuchteten Eislaufplatz.
Eine Besonderheit ist die Möglichkeit, im Rahmen einer fachlich begleiteten Skisafari das Paznauntal über die Bielerhöhe zu verlassen und ins Montafon abzufahren. Als Aufstiegshilfe auf Paznauner Seite dient eine Pistenraupe mit angehängtem Schleppseil. Die Rückkehr ist mit einer Standseilbahn in Partenen (Vermuntbahn) und anschließendem Bustransfer zurück zum Silvretta-Stausee möglich. Dies ist im Winter die einzige kurze Verbindung zur Bielerhöhe ohne Tourenski.
Tourismus im Sommer
Über 250 km Wander-, Spazier- und Nordic-Walking-Wege; 5 Schutzhütten, 4 Almen und 2 Gasthöfe. 36 markierte Mountainbike-Wege in der Silvretta-Mountainbike-Arena. Natursteinkletterwand; 2 Tennisfreiplätze, Beach-Volleyball-Platz, Street-Soccer, Kinderspielplatz
Auf der Bielerhöhe am (Vorarlberger) Silvretta-Stausee verkehrt Europas höchstgelegenes Linienschiff.
Ganzjahresbetrieb
- Sport- und Kulturzentrum: Erlebnishallenbad, Veranstaltungssaal Silvretta, Tennishalle, Squashbox, 3 Kegelbahnen, Billard, Dart-Treff
- Alpinarium Galtür: Ein Museum zur Lawinenkatastrophe von Galtür 1999, mit Sonderausstellungen, 220-m²-Indoor-Kletterwand, Café, Internetlounge und Seminarräumen.

### Verkehr
- Straße: Die mautpflichtige Silvretta-Hochalpenstraße wurde 1953 eröffnet und verbindet das Paznaun mit dem Montafon in Vorarlberg.

## Politik

### Gemeinderat
Die Gemeinderat hat insgesamt 11 Mitglieder.
- Mit den Gemeinderats- und Bürgermeisterwahlen in Tirol 2010 hatte der Gemeinderat folgende Verteilung: 7 Aktives Galtür, 3 Bürgerliste Galtür und 1 Zusammen für ein starkes Galtür.[5]
- Sowohl mit den Gemeinderats- und Bürgermeisterwahlen in Tirol 2016[6] als auch 2022 hat der Gemeinderat folgende Verteilung: 7 Aktives Galtür und 4 Bürgerliste Galtür.[7]

### Bürgermeister
- von 1992 bis 2021 Anton Mattle (ÖVP, Aktives Galtür)
- seit 2021 Hermann Huber[8]

### Wappen
Im Jahr 1983 wurde der Gemeinde folgendes Wappen verliehen: In Blau eine goldene Madonna mit Kind.
Das Wappen zeigt das Gnadenbild Madonna mit Kind der Pfarr- und Wallfahrtskirche in Galtür.

## Persönlichkeiten

### Ehrenbürger der Gemeinde
- 2002: Wendelin Weingartner (* 1937), Landeshauptmann von Tirol 1993–2002[10]
- 2021: Anton Mattle (* 1963), Bürgermeister von Galtür 1992–2021[11]

### Söhne und Töchter der Gemeinde
- Niki Ganahl (1956–2015), Musiker, Après-Ski-Entertainer, Gastronom, Landwirt, Skilehrer, Skiführer und Skirennläufer
- Norbert Walter (* 1968) ist ein Politiker,  Landtagsabgeordneter und Gemeinderat in Wien